# Eishöhle Naděje
Die Eishöhle Naděje (Eishöhle oder Eisloch Hoffnung; tschechisch Ledová jeskyně Naděje) ist eine Höhle bei Naděje (Hoffnung) im Lausitzer Gebirge, in der sich das ganze Jahr Eis findet. Seit 1966 steht die Höhle als Naturdenkmal unter staatlichem Schutz.

## Lage und Umgebung
Die Eishöhle Naděje liegt am Nordhang des Suchý vrch (Dürrberg), ca. 1 km nordwestlich von Naděje (Hoffnung) und 1,5 km südwestlich von Horní Světlá (Oberlichtenwalde) im Lausitzer Gebirge. Unweit der Höhle befindet sich der Stausee Naděje am Hamerský potok (Hammerbach).

## Geologie
Die Eishöhle Naděje ist eine Pseudokarst-Spaltenhöhle. Sie entstand durch Frostverwitterung im Phonolith des Suchý vrch (Dürrberg). Die entstehenden Spalten wurden später durch Schuttfelder abgedeckt. Die Haupthöhle ist eine ca. 30 Meter lange und 2 bis 4 Meter breite Spalte, die nach oben durch Schutt und Erdreich abgedichtet ist. In der Höhle kann keine Luft zirkulieren,  im Winter einfallender Schnee und Kaltluft kühlen die Höhle so stark ab, dass die Temperatur das ganze Jahr nahezu konstant um den Gefrierpunkt liegt. Einsickerndes Wasser sowie Wasserdampf aus der Luft bilden so Eisüberzüge, Tropfsteingebilde und Bodeneis. Letzteres erreicht mitunter eine Mächtigkeit bis zu 2 Metern. Saisonal schwankt die Eisbildung, sie ist im Frühling durch einsickerndes Schmelzwasser am größten, während im Spätsommer nur das Bodeneis erhalten bleibt.

## Geschichte
Die Höhle ist seit mehreren Jahrhunderten den Einheimischen unter dem Namen Eisloch bekannt, um 1870 baute der Zwickauer Bergverein einen ersten Zugangsweg zur Höhle und begann mit der touristischen Vermarktung. Der Abstieg zum 6 Meter tiefer liegenden Höhlenboden erfolgte zunächst über einen behauenen Baumstamm, später wurde eine Leiter installiert. Um 1900 wurde der Eingang zur Höhle vergittert, gegen einen Obolus erhielt man in einer nahegelegenen Mühle den Schlüssel. An gut besuchten Wochenenden verkaufte ein Kiosk am Eingang Erfrischungen. Nach 1945 war die Höhle frei zugänglich und wurde oft durch Abbrechen der Eisformationen und durch Lagerfeuer beschädigt. 1966 wurde die Höhle wegen ihres ungewöhnlichen Charakters zwar als geschütztes Naturdenkmal ausgewiesen, aber erst 1988 wurde der Höhleneingang wieder verschlossen und die Zerstörungen gestoppt. Bis 1995 war der Zugang zur Höhle nach Genehmigung durch die Verwaltung des Landschaftsschutzgebietes Lausitzer Gebirge gestattet, seitdem ist eine Besichtigung wegen Einsturzgefahr nicht mehr erlaubt.